# Łęczyce (województwo pomorskie)
Łęczyce (kaszb. Łãczëce, niem.: Lanz) – wieś kaszubska w Polsce położona w województwie pomorskim, w powiecie wejherowskim, siedziba gminy Łęczyce nad Łebą, w obrębie Obszaru Chronionego Krajobrazu Pradolina Redy-Łeby.
Według danych Narodowego Spisu Powszechnego Ludności i Mieszkań w 2021 roku wieś zamieszkuje 1590 mieszkańców, z czego 50,0% stanowią kobiety i 50,0% mężczyźni.
W miejscowości znajdują się: placówka Ochotniczej Straży Pożarnej oraz Zespół Szkolno-Przedszkolny, składający się z Publicznego Przedszkola oraz Publicznej Szkoły Podstawowej im. Adama Loreta.

## Położenie
Wieś leży w Pradolinie rzeki Łeby na Pobrzeżu koszalińskim. W odległości 2 kilometrów na południe przebiega droga krajowa nr 6 (E28) Szczecin-Pruszcz Gdański. Kolejowy ruch pasażerski obsługiwany jest przez trójmiejską SKM. Najbliżej położonym miastem jest Lębork, wieś znajduje się na północny wschód od tego miasta.

## Historia

### Łęczyce w średniowieczu
Pierwsza wzmianka w źródłach pisanych o istnieniu wsi Łęczyce pojawia się dopiero w 1355 r. w związku z lokacją, czy też raczej przeniesieniem tej wsi z prawa polskiego na prawo niemieckie (chełmińskie). Nie oznacza to jednak bynajmniej, że przed połową XIV w. teren ten był niezamieszkany. Na wcześniejsze osadnictwo w rejonie późniejszych krzyżackich Łęczyc wyraźnie wskazuje ich nazwa, która jest bez wątpienia pochodzenia słowiańskiego, podobnie zresztą jak zdecydowana większość nazw miejscowości w okolicy. Trudno przypuszczać, żeby Krzyżacy, lokując wieś na prawie niemieckim i sprowadzając do niej niemieckich kolonistów, nie nadali nowej osadzie także niemieckiej nazwy. Jeśli tego nie uczynili, to znaczy, że miejsce to musiało już wcześniej nosić swoje słowiańskie miano, a mieszkająca tutaj przed lokacją ludność słowiańska (kaszubska) została włączona do społeczności nowej osady. Na istnienie takiej ludności wskazuje bezpośrednio sam akt lokacji z 1355 r., w którym przy opisie uprawnień sołtysa zastrzeżono, iż jego jurysdykcja nie obejmuje miejscowych lenników, czyli rycerzy (!), oraz innych mieszkańców, czyli zwykłych chłopów, niepodlegających prawu niemieckiemu (unsere lehenlute und unsere unduczchen lute, dy nicht ducze recht han).
Wystawcą dokumentu lokacyjnego był komtur gdański Kirsilies von Kinzweiler (zapisany jako Kirsilies von Kyndswulre), a odbiorcą nadania był Ryszard Roszkin (w oryginale: Rychhardin Roschkin), zapewne Niemiec, który był zasadźcą, czyli organizatorem nowej wsi, a następnie jej pierwszym dziedzicznym sołtysem. Spisanie dokumentu miało miejsce 16 stycznia 1355 roku na zamku krzyżackim w Gdańsku, a świadkami tej czynności prawnej było kilku rycerzy krzyżackich z otoczenia komtura, którzy przywiesili do niego swoje pieczęcie: kapelani Jan z Dortmundu i Jan Herwistyn, komtur domowy (wicekomtur) Ludolf (Ludece), piwniczny (kellermeyster) Henryk von Hocdorf, nadzorca cegielni (czygilmeyster) Ludwik Wilholcz, rybicki (vischmeyster) z Pucka Henryk von Munde oraz brat Ulryk Ysir.
Areał wsi obejmował według przywileju około 40 włók (niem. Hube), czyli ok. 670 współczesnych hektarów. Z tej liczby przyszły sołtys otrzymał 1/10, czyli 4 włóki, wolne od czynszu w dziedziczne posiadanie. W zamian za zwolnienie z opłat wobec zakonu sołtys musiał stawiać się na wezwanie krzyżaków w pełnym uzbrojeniu z dwoma końmi na każdą organizowaną przez nich wyprawę wojenną. Podstawowym przywilejem sołtysa według prawa niemieckiego była funkcja sądownicza, której podlegali wszyscy nowi osadnicy z terenu wsi. Jurysdykcja sołtysa obejmowała tzw. sądownictwo niższe, czyli wykroczenia i przestępstwa, które nie były zagrożone karą śmierci. Sądownictwo wyższe należało do urzędników krzyżackich, w tym wypadku do prokuratora rezydującego w zamku lęborskim. Prokuratorowi, a nie sołtysowi, jak wynika z przywileju, podlegała również ludność słowiańska zamieszkująca okolice Łęczyc przed lokacją, której nie obejmowało prawo niemieckie. Większość spraw, które rozpatrywał sołtys wraz z ławnikami, wybranymi spośród najgodniejszych gospodarzy, kończyła się nałożeniem grzywny, od której ⅓ sołtys mógł zatrzymać dla siebie, a pozostała część należała do krzyżaków. 
Nowi osadnicy otrzymali od komtura trzy lata tzw. wolnizny, czyli zwolnienia ze służb i podatków, co nie jest okresem zbyt długim i wskazuje na to, że w momencie nadania dokumentu lokacyjnego proces zasiedlenia wsi był już dosyć zaawansowany. Świadczy o tym również zastrzeżenie, że przed upływem wolnizny powinni oni wpłacać sumarycznie ze wszystkich już oczyszczonych (tj. wykarczowanych) pól 3 marki, płatne co roku na św. Marcina, czyli do 11 listopada. Po tym okresie mieli obowiązek płacić krzyżakom co roku pół marki fenigów w zwykłej monecie oraz po 2 kury od każdej włóki. Według przywileju lokacyjnego każdy gospodarz w Łęczycach musiał także co roku płacić tzw. dziesięcinę biskupią, która miała wynosić pół wiardunka fenigów od każdej włóki płatne na św. Marcina, a także dziesięcinę parafialną w postaci jednego szefla (tj. korca) żyta i jednego szefla owsa od włóki, także płatnych do 11 listopada. Odbiorcą tej drugiej był proboszcz w pobliskim Brzeźnie Lęborskim, któremu Łęczyce podlegały aż do utworzenia samodzielnej parafii pod koniec XX w., natomiast pod względem diecezjalnym Łęczyce podlegały od XII w. do 1821 r. biskupstwu kujawskiemu (włocławskiemu).

### Łęczyce po II wojnie światowej
Dnia 15 marca 1947 roku nazwa miejscowości została zmieniona z Lanz na Łęczyce.

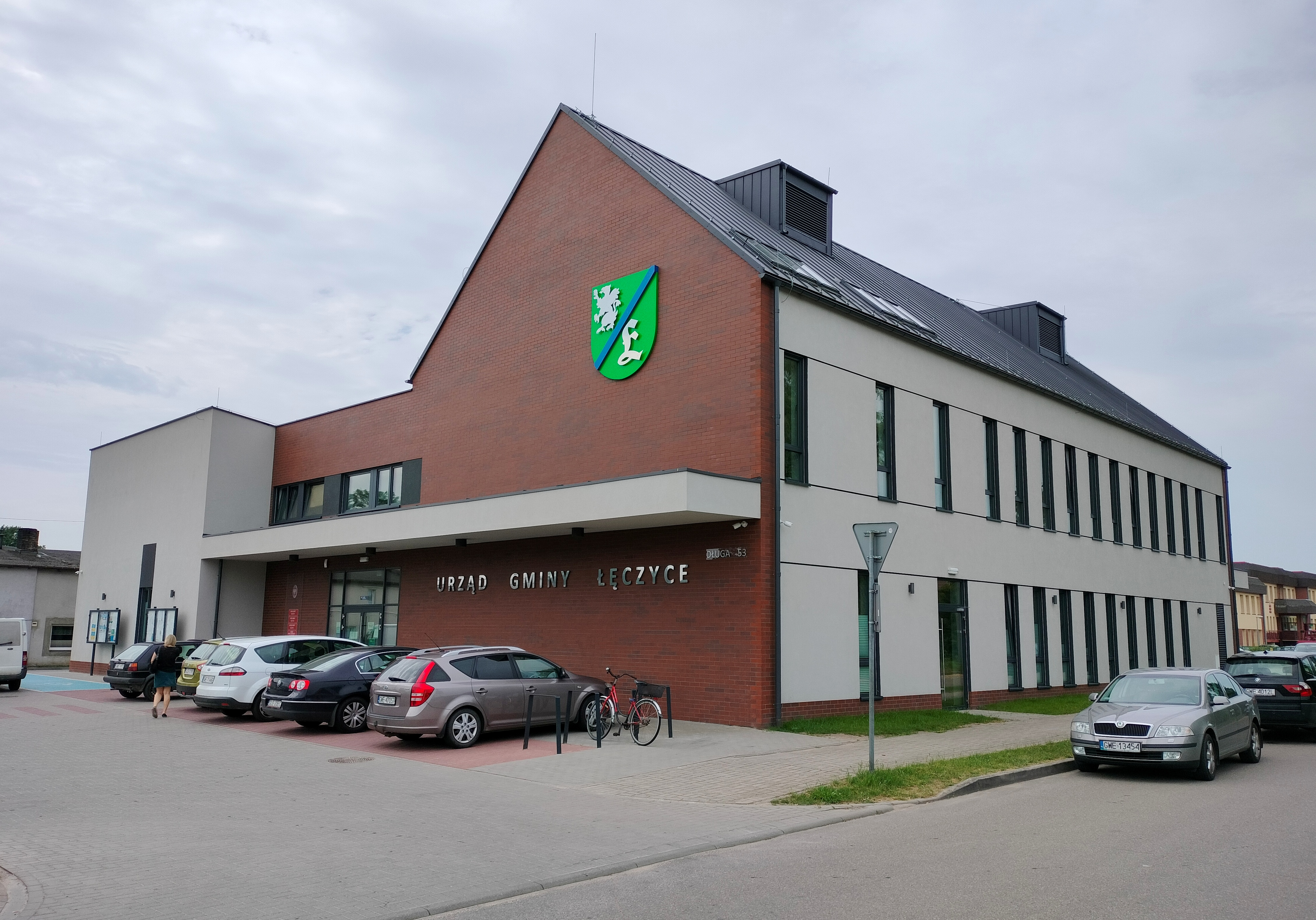
Łęczyce (pow. wejherowski) – nowy budynek Urzędu Gminy.

W latach 1954–1972 wieś należała i była siedzibą władz gromady Łęczyce, po reformie administracji gminy Łęczyce. W latach 1957–1975 miejscowość administracyjnie należała do województwa gdańskiego, powiatu lęborskiego; a w latach 1975–1998 – do województwa gdańskiego.
Obecnie miejscowość zaliczana jest do ziemi lęborskiej włączonej w skład powiatu wejherowskiego.

## Sąsiednie miejscowości
- Bożepole Wielkie
- Brzeźno Lęborskie
- Godętowo
- Rozłazino